# Akademier och lärda samfund i Storbritannien
Det finns flera akademier och lärda samfund i Storbritannien, det äldsta av de brittiska akademierna är den engelska Royal Society i London, grundad 1660 av bland andra matematikern och arkitekten Christopher Wren. Den har status av brittisk nationalakademi på det naturvetenskapliga området, rekryterar sina fellows inte bara från England utan från hela Storbritannien, Irländska republiken och det brittiska samväldet; därtill finns en kategori utländska ledamöter, dit bland annat några svenskar har hört.
En motsvarighet på det humanistisk-samhällsvetenskapliga området är British Academy, grundad 1902 som The British Academy for the Promotion of Historical, Philosophical and Philological Studies.  I Skottland finns sedan 1783 Royal Society of Edinburgh, bland vars grundare fanns nationalekonomen Adam Smith. Storbritannien har dessutom flera andra royal societies med inriktning på olika vetenskapsområden.